# Альваро Монес
Альваро Монес (ісп. Álvaro Mones; нар. 7 серпня 1942) — уругвайський зоолог і палеонтолог, фахівець з американських гризунів.
Монес закінчив факультет біології в університеті Монтевідео. Був стипендіатом Фонду Фулбрайта і Фонду Гумбольдта. Став фахівцем з південноамериканських викопних ссавців. Є автором понад 100 наукових праць. У 1971 році став співробітником Національного музею природознавства в Монтевідео, а у 2004 році — директором Національного музею природознавства та антропології в Монтевідео.
На честь вченого був названий вимерлий вид гризунів родини пакаранові Josephoartigasia monesi, який виявлений у 2008 році.